# Valentina Luz
Valentina Luz (Mandaguaçu, 3 de janeiro de 1997) é uma modelo, performer e DJ brasileira. 

## Biografia e carreira profissional
Valentina estudou balé clássico, foi atleta e integrou uma banda de fanfarra em sua cidade natal, no interior do Paraná, onde também frequentou as primeiras raves. Fã de Naomi Campbell, aos 19 anos foi para São Paulo participar de um desfile do estilista Ronaldo Fraga, no São Paulo Fashion Week. Passou a frequentar o circuito de música eletrônica e ganhou destaque na cena paulistana dançando nas festas Mamba Negra, Odd e no festival Dekmantel. Em 2018, participou de um ensaio para a edição brasileira da Vogue e "expandiu seu trabalho musical para discotecagem" com repertório que inclui os gêneros house music e funk carioca.

## Ativismo
Valentina compreendeu sua sexualidade e seu "real gênero" na infância e pôde contar com o apoio da família no processo de transição. Contudo, por ser uma mulher trans negra, experienciou "o preconceito na pele desde muito cedo", por isso acredita que é preciso lutar contra a transfobia. Ela integra a Coletividade Namíbia, coletivo cultural formado por artistas negros LGBT, "figuras importantes do underground contemporâneo em São Paulo".